# Kenneth Monday

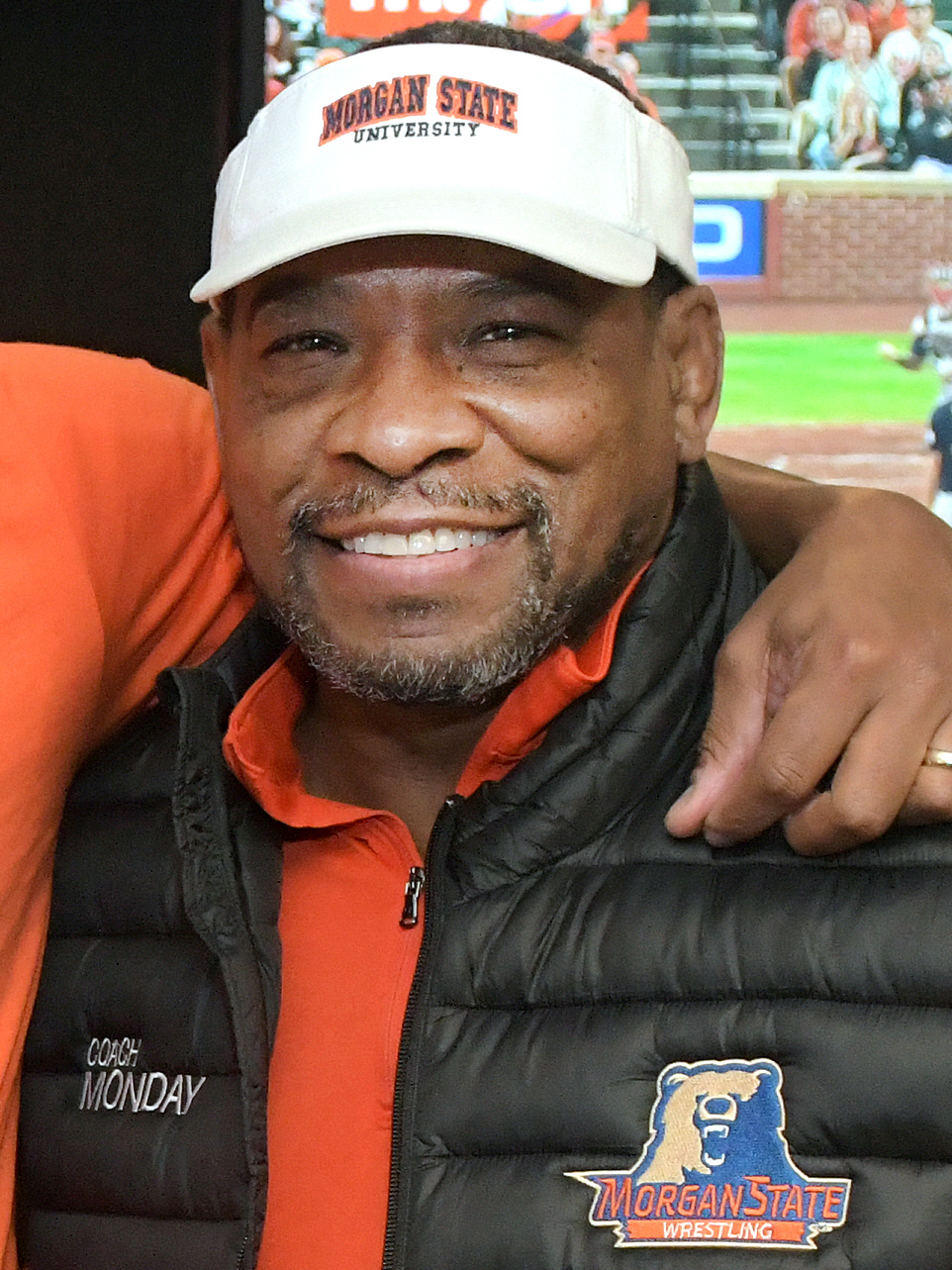
Kenneth Monday

Kenneth Dale „Kenny“ Monday (* 25. November 1961 in Tulsa, Oklahoma) ist ein ehemaliger US-amerikanischer Ringer.

## Werdegang
Kenneth Monday wuchs in Tulsa auf und begann dort mit sechs Jahren in einem YMCA-„after-school“-Programm mit dem Ringen. Sein großes Vorbild war der Olympiasieger von 1972 Wayne Wells. Er besuchte dann die Tulsa Washington High School und wurde vierfacher Schulmeister von Oklahoma und gewann 1977 die USA-Juniorenmeisterschaft im Freistilringen. An der Oklahoma State University, die er nach der High School besuchte, setzte er seine Erfolge im Universitäts-Ringen fort.
1985 gewann er seine erste USA-Meisterschaft bei den Senioren, wurde international aber erst 1988 eingesetzt, weil er in David Schultz, dem Olympiasieger von 1984, einen außerordentlich guten und erfolgreichen Konkurrenten in seiner Gewichtsklasse hatte. Mit David Schultz „rang“ er buchstäblich bis Mitte der 1990er Jahre um die Vormachtstellung im Weltergewicht in den USA und damit praktisch in der Welt. Kenneth Monday konnte sich für drei Olympische Spiele qualifizieren und gewann dabei eine Gold- und eine Silbermedaille. Neben diesen Erfolgen gewann er auch gegen härteste Konkurrenz viele internationale Turniere wie z. B. 1988 in Tiflis, 1991 in Istanbul, 1992 in Paris und 1996 in Sofia. Für seine Verdienste um den Ringersport wurde er 2001 in die National Wrestling Hall of Fame aufgenommen.
Kenneth Monday wohnt nun in Garland, Texas und hat drei Kinder.

## Internationale Erfolge
(OS = Olympische Spiele, WM = Weltmeisterschaft, We = Weltergewicht, damals bis 74 kg Körpergewicht, F = Freistil)
- 1988, Goldmedaille, OS in Seoul, We, F, vor  Adlan Warajew, UdSSR, Rahmat Sukra, Bulgarien, Luuzangiin Ehkhbayar, Mongolei und Pekka Rauhala, Finnland;
- 1989, 1. Platz, WM in Martigny/Schweiz, We, F, vor Arsen Fadsajew, UdSSR, Luuzangiin Ehkhbayar und Valentin Jelew, Bulgarien;
- 1991, 1. Platz, Panamerican Games, We, F, vor Felipe Guzman, Mexiko und Alberto Rodriguez, Kuba;
- 1991, 2. Platz, WM in Warna, We, F, hinter Amir Reza Khadem Azghadi, Iran und vor Nasir Gadschichanow, UdSSR, Alexander Leipold, Deutschland und Park Jang-soon, Südkorea;
- 1992, Silbermedaille, OS in Barcelona, We, F, hinter Park Jang-soon und vor Amir Reza Khadem Azghadi, Magomed Gadschiew, GUS und Krzysztof Walencik, Polen;
- 1996, 6. Platz, OS in Atlanta, W, F, hinter Buwaissar Saitijew, Russland, Park Jang-soon, Takuya Ota, Japan, Plamen Paskalew, Bulgarien und Alexander Leipold

## Nationale Erfolge
(NCAA = Dachverband des amerik. Hochschul-Sportverbandes)
- USA-Meister, We, F, in den Jahren 1985, 1988, 1991 und 1996
- NCAA-Champion Division I wurde er 1984, 1982 und 1983 belegte er den 2. Platz, We, F